# 馬丁·皮勒
馬丁·皮勒（Martin Piller，1985年11月14日—）是美國的一位高爾夫球運動員。皮勒出生在得克薩斯州達拉斯，畢業於德克薩斯A&M大學。2008年，他轉為職業高爾夫球員。他獲得的首個職業賽事冠軍是得克薩斯州公開賽的冠軍。2009年開始，他參加Nationwide巡迴賽的比賽。他在2010年多的雅典經典賽的冠軍 。皮勒在2011年結婚。

## 外部連結
- 馬丁·皮勒在PGA巡迴賽的官方網站
- 馬丁·皮勒在男子高爾夫世界排名的官方網站